# Андон Дуков
Андон Георгиев Дуков е югославски художник и комунистически партизанин.

## Биография
Андон Дуков е роден на 20 декември 1909 година в Охрид, тогава в Османската империя. Завършва художествено дърворезбарско училище в Охрид. В 1938 година завършва Художествената академия в Белград. Работи като учител по изкуство в гимназията във Враня. По време на Втората световна война се присъединява към комунистическите партизани. Умира в 1944 година в планината Кожух.